# Игилик (Мактааральский район)
Игилик (каз. Игілік, до 2000 г. — Коминтерн) — село в Мактааральском районе Туркестанской области Казахстана. Входит в состав Мактааральского сельского округа. Код КАТО — 514477680.

## Население
В 1999 году население села составляло 2106 человек (1040 мужчин и 1066 женщин). По данным переписи 2009 года, в селе проживал 2301 человек (1144 мужчины и 1157 женщин).